# Prasonisi
Prasonisi (gr. Πρασονήσι "zielona wyspa") – półwysep na greckiej wyspie Rodos, usytuowany na południowo-zachodnim krańcu wyspy, okresowo wyspa.
Prasonissi oddziela Morze Egejskie od Morza Śródziemnego. Podczas lata, gdy poziom wody jest odpowiednio niski, Prasonisi jest półwyspem, gdy w sezonie zimowym przesmyk zalewany jest przez fale.

Prasonisi leży 92 km od miasta Rodos oraz 40 km od miasta Lindos, które jest najbliższym większym ośrodkiem. Najbliższą osadą jest niewielka wioska Kattavia, w niewielkiej odległości znajduje się również miejscowość Vroulia, gdzie zobaczyć można starożytne mozaiki. Na najbardziej na południe wysuniętym krańcu Prasonisi znajduje się latarnia morska.

## Sport
Obecnie Prasonisi jest jednym z najbardziej popularnych ośrodków windsurfingowych i kitesurfingowych w całej Europie ze względu na silne wiatry i charakterystyczne położenie, niespotykane w żadnym innym miejscu. Od maja do września z siłą 5-7 stopni w skali Beauforta wieje tu wiatr zwany meltemi. Po stronie Morza Egejskiego (strona nawietrzna), gdzie fale są wysokie (do 2 m), warunki są odpowiednie dla zaawansowanych windsurferów, zaś łagodna tafla po stronie Morza Śródziemnego (strona zawietrzna) stwarza idealne warunki dla początkujących oraz dla tych, którzy pragną rozwijać duże prędkości na desce. Szeroka, piaszczysta plaża jest bardzo popularna wśród kitesurferów. Sezon trwa tu od maja do końca października i w tym czasie działają hotele, tawerny sklepy oraz 3 centra surfingowe (Prasonisi Center), gdzie można wypożyczyć sprzęt, wziąć lekcje z instruktorem, a także znaleźć pomoc przy rezerwacji noclegu w okolicy lub transferu na lotnisko.